# Primula incana
Primula incana är en viveväxtart som beskrevs av M. E. Jones. Primula incana ingår i släktet vivor, och familjen viveväxter. Inga underarter finns listade i Catalogue of Life.

## Bildgalleri